# Verrucaria amylacea
Verrucaria amylacea är en lavart som först beskrevs av A. Massal., och fick sitt nu gällande namn av Jatta. Verrucaria amylacea ingår i släktet Verrucaria och familjen Verrucariaceae.   Inga underarter finns listade i Catalogue of Life.